# Pristimantis ashaninka
Pristimantis ashaninka és una espècie de craugastòrid, que es troba al Bosc de Protecció Pui Pui, al centre del Perú.